# الكاهن الأكبر
المصطلحات "رئيس كهنة" أو "الكاهن الأكبر" أو "الحبر الأعظم" أو كاهن أعظم" أو "كبير الكهنة" أو "كبير الكهّان" أو "رئيس الكهنة" (بصيغتي المذكر والمؤنث) يشير عادة إما إلى شخص يشغل منصب زعيم الكهنة، أو إلى شخص يرأس طائفة دينية.

## في مصر القديمة

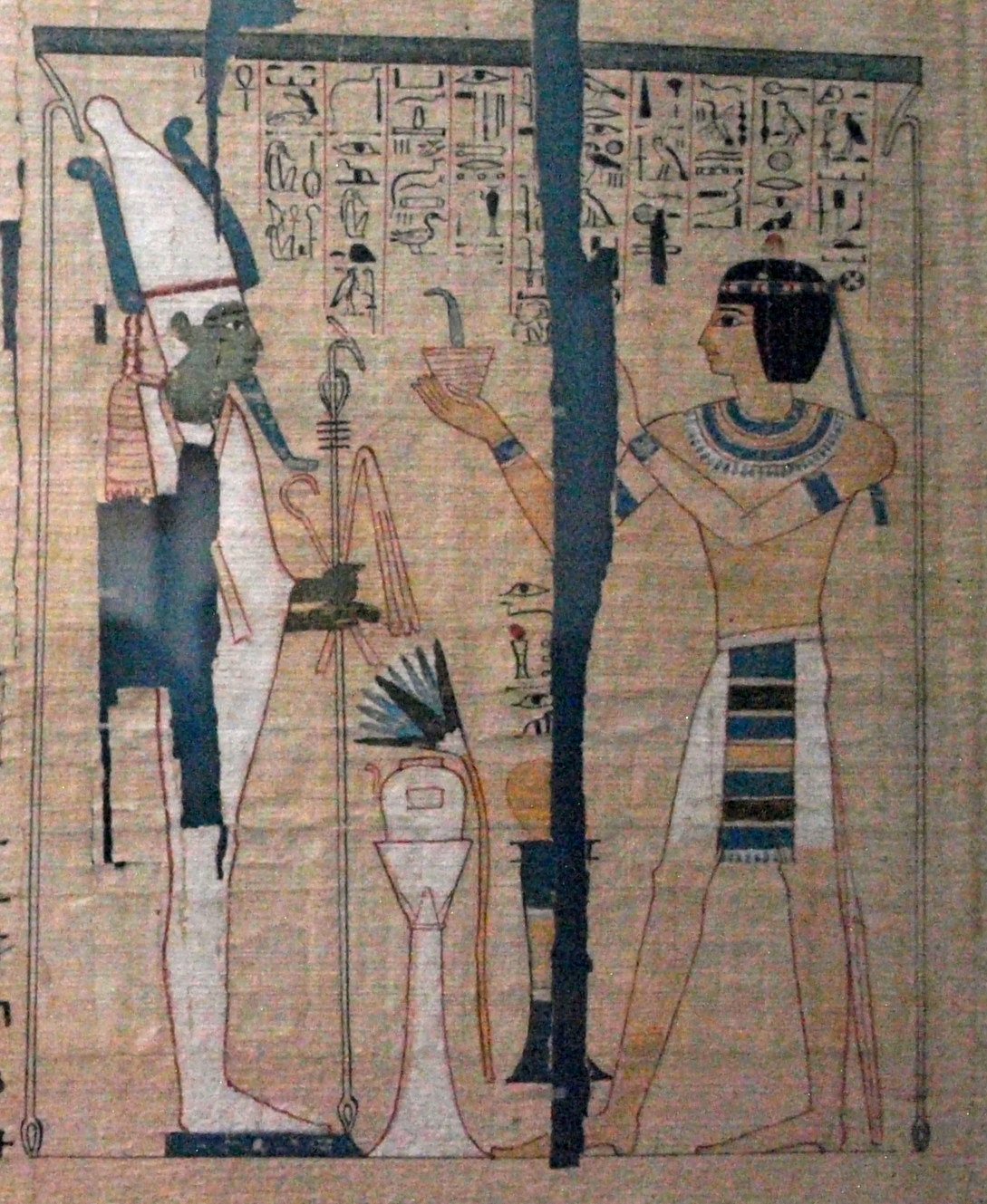
بينوجيم الثاني بهيئة كاهن آمون في طيبة. من كتاب الموتى العائد له.

في مصر القديمة، كان الكاهن الأكبر هو رئيس الكهنة لأي من الآلهة العظماء الذين يحترمون المصريين.
كاهن آمون الأكبر: العبادة الرئيسية لآمون كانت في طيبة.
الكهنة الكبار لآمون في طيبة: رغم عدم اعتبارهم سلالة، إلا أن كهنة آمون في طيبة كانوا على الرغم من ذلك يتمتعون بالقوة والتأثير لدرجة أنهم كانوا بالفعل حكام مصر العليا من 1080 إلى ج. 943 ق
كاهن أوزير الأكبر: رئيس كهنة أوزيريس. كانت عبادة أوزيريس الرئيسية في أبيدوس.
كاهن بتاح الأكبر: رئيس كهنة بتاح. كانت عبادة بتاح الرئيسية في ممفيس.
كاهن رع الأكبر: كانت عبادة رع الرئيسية في هليوبوليس.
زوجة الله آمون أعلى كاهنة عبادة آمون.

## في بني إسرائيل
كان لكهنوت بني إسرائيل في بلاد الشام قديماً كاهن كبير خدم في المسكان (מִשְׁכַּן) ثم في الهيكل الأول ثم الهيكل الثاني في القدس.
الكاهن السامري الأكبر هو في عصرنا الكاهن الأكبر للمجتمع السامري.

## في العالم القديم
- أرخيرس: لقب كاهن كبير من اليونان القديمة.
- دستور: كاهن زرادشتى كبير.
- هيروفنت: كبير كهنة أسرار اليوسيس.
- نين أو إين بالكتابة المسمارية: كاهن كبير أو كاهنة لإله راعي دولة مدينة سومرية [1]
- الحبر الأعظم أو بونتيفيكس ماكسيموس من روما القديمة.
- بيثيا الكاهنة العليا لمعبد أبولو في دلفي.

## في الهند
- كان وديارنية विद्यारण्य الكاهن الهندوسي الأكبر في إمبراطورية فيجاياناغارا.
- كان بانديتراو لقب الكاهن الأعلى المعين الذي جلس في مجلس الثمانية (أشتا برادان अष्टप्रधान) في أوائل إمبراطورية مارثا.

## في المسيحية

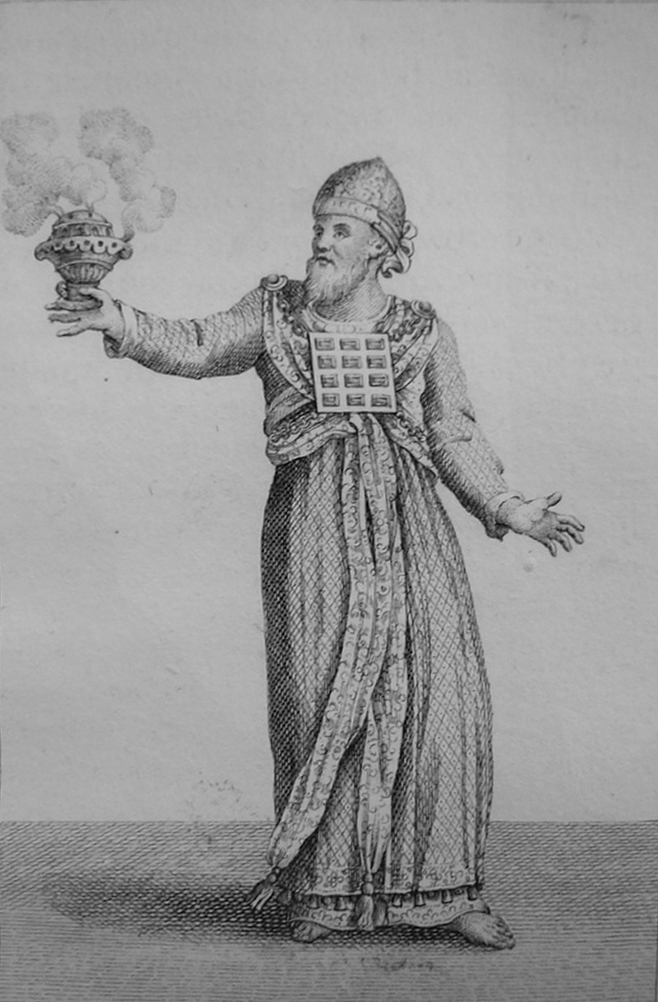
رسم توضيحي لكاهن كبير في كتاب تاريخ العهد القديم والعهد الجديد لأغوستين كالميه، الذي نُشر عام 1821.

يستخدم العهد الجديد في الرسالة إلى العبرانيين مصطلح رئيس كهنة ستة عشر مرة؛ في عشر من هذه الحالات، تم تعريف يسوع المسيح بشكل صريح أو ضمني على أنه صاحب المنصب (على سبيل المثال، عبرانيين 3: 1 ؛ 4:14 ؛ و 9: 11). تتنبأ بعض نصوص العهد القديم بملك كاهن (في بني إسرائيل قديماً، كان الكهنة والملوك مختلفين، مع كهنة من سبط لاوي وملوك من أسباط بنيامين ويهوذا). تنظر المسيحية إلى يسوع المسيح على أنه يحقق هذه النبوءات، ويحل فعليًا على رتبة كاهن لاوي، عن طريق التصرف ككاهن كبير أبدي وملك على رتبة ملكي صادق.
- سفر زكريا 6:13: «فهو يبني هيكل الرب وهو يحمل الجلال ويجلس ويتسلط على كرسيه ويكون كاهنا على كرسيه وتكون مشورة السلام بينهما كليهما».
- سفر المزامير: مزمور 11: 2 و 4 «يرسل الرب قضيب عزك من صهيون. تسلط في وسط أعدائك... أقسم الرب ولن يندم: أنت كاهن إلى الأبد على رتبة ملكي صادق».

في كنيسة يسوع المسيح لقديسي الأيام الأخيرة وغيرها من طوائف قديسي آخر الزمان، يعد الكاهن الأعظم أيضًا من بين مراتب كهنوت ملكي صادق.

## في أديان أخرى
- ترأس كهنة المايا في القرن السادس عشر كاهن أعظم قام بتوجيه الكهنة الآخرين ونصح الملك.
- كهونا هوي في هاواي يرأس المعبد وأنواع مختلفة من الكهنة.
- في بوذية نيتشيرين شوشو (日蓮正宗)، يعتبر الكاهن الأكبر خليفة لـ نيتشيرين، من خلال سلالة نيككو شوشن (日興).
- في شنتو، الكاهن الأكبر، الذي يدعى غوجي، عادة ما يكون أعلى كاهن (كانوشي) في ضريح.
- في عبادة إيسر، يُطلق على الكاهن الأكبر اسم غوذي goði (أو غيوذا gyða) وهو زعيم مجموعة صغيرة من الممارسين يشار إليهم جماعياً باسم كندرد "Kindred". تُعرف غوذي goði باسم غوذار goðar. تستخدم بعض الدول مصطلح آلس هريار غوذي Allsherjargoði في المنظمات متعددة الأعراق الوطنية، وعلى الأخص أيسلندا.
- في كل من ديانة يوروبا وعدد من طوائف العالم الجديد المختلفة، مثل سانتيريا، يُطلق على الكاهن الأكبر اسم بابالاو. المصطلح يعني رجل حكيم، ويأتي من لغة اليوروبا في غرب إفريقيا. ومؤنثها إيانيفا Iyanifa.
- في ويكا، الكاهن الأعظم والكاهنة العظمى هما دورا الرجل والمرأة اللذين يقودان طقوس جماعية. الكاهن الأعظم والكاهنة العظمى هما أيضًا لقبان يمنحان أحيانًا إلى أعضاء فريق السحرة الويكا عندما يكملون السنة الثالثة أو الخامسة من الدراسة والممارسة. تسمى أحيانا الدرجة الثالثة، اعتمادا على المسار أو التقليد.
- الكاهن الأعظم والكاهنة العظمى هما أعلى منصبين للقيادة والإدارة داخل كنيسة الشيطان.

## في الأعراف غير الدينية
على الرغم من أن الكاهن الأعظم لقب يستخدم عمومًا فيما يتعلق بتنظيم ديني، إلا أن بعض الجماعات غير الدينية تستخدمه بشكل سخرية أو تقليدية للإشارة إلى الوظائف رفيعة المستوى داخل المجموعة. على سبيل المثال، في الماسونية وفي اسرائيل الحديثة. وغالبا ما تستخدم هذه العبارة لوصف شخص يعتبر مبتكرًا أو رائدًا في مجال الإنجاز. على سبيل المثال، يصف منشور صدر عام 1893 الكاتب المسرحي اليوناني القديم أريستوفان بأنه «الكاهن الأعظم في الكوميديا».
غالبًا ما يشير نيل بورتز، مضيف برنامج الحوارات الليبرتاري ومؤيد الضرائب العادلة، إلى نفسه على الهواء باعتباره «الكاهن الأكبر لكنيسة الحقيقة المؤلمة».
غالبًا ما يشار إلى الموسيقية نينا سيمون باسم الكاهنة العليا لموسيقى السول.
تعتبر الكاهنة العظمى High Priestess ثاني ورقة رابحة أو بطاقة Major Arcana في معظم أوراق التاروت التقليدية.
الكاهنة العظمى High Priestess هو اسم ألبوم موسيقي من عام 2014 وهو أيضاً اسم فرقة موسيقية تشكلت في عام 2016.